# Brucheiser penai
Brucheiser penai là một loài côn trùng trong họ Coniopterygidae thuộc bộ Neuroptera. Loài này được Riek miêu tả năm 1975.